# Dysderocrates gasparoi
Espèce
Dysderocrates gasparoi est une espèce d'araignées aranéomorphes de la famille des Dysderidae.

## Distribution
Cette espèce est endémique de Corfou en Grèce. Elle se rencontre dans la grotte Megali Grava.

## Étymologie
Cette espèce est nommée en l'honneur de Fulvio Gasparo.

## Publication originale
- Deeleman-Reinhold & Deeleman, 1988 : Revision des Dysderinae (Araneae, Dysderidae), les espèces méditerranéennes occidentales exceptées. Tijdschrift voor Entomologie, vol. 131, p. 141-269 (texte intégral).